# Warnowiaceae
A Warnowiaceae a külső váz nélküli páncélos ostorosok egy családja. A család fényérzékeny ocelloiddal rendelkezik, melynek szerkezete a többsejtűek szemeivel analóg. Ez többféle endoszimbiontából áll: mitokondriumokból és legalább egy plasztiszból.

## Élőhely és életciklus
A warnowiidák tengeri planktonban találhatók, de a legtöbb planktonmintában ritkák. Történetük nagyrészt ismeretlen, mivel nem képezhetők kultúrái laboratóriumban, és a természetes környezetből vett minták laboratóriumban nagyrészt nem élnek túl. A vad minták tanulmányozásakor trichocisztákat láttak a vakuólumokban, mely alapján zsákmányuk feltehetően más páncélos ostorosok. Az ocelloid összetettsége ellenére a kísérleti nehézségek miatt nem sikerült tanulmányozni a fény irányította viselkedéseket, például a fototaxist.

## Taxonómia
A családban 8 ismert génusz van. A génuszok és fajok leírását az életük során és a környezetre válaszul történő összetett morfológiai változások megnehezítik, és a csoport rendszertana jelenleg nem jól értelmezett.

## Sejtalkotók
Különösen összetett sejtszerkezetekkel rendelkeznek. Az ocelloid fényérzékeny szerkezete a Warnowiaceae szünapomorf jellemzője lehet.
Más összetett szerkezetek, például a nematociszták és a trichociszták a Warnowiaceae egyes (de nem minden) fajában vannak jelen, és a Polykrikaceaevel, a molekuláris filogenetika szerint legközelebbi élő rokonokkal közös jellemző.

## Az ocelloid funkciója és eredete
A Warnowiaceae ocelloidja a többsejtűek szemeihez hasonlóan működik, retinához és szemlencséhez hasonló szerkezetekkel. Csak a más páncélos ostorosok sejtvázán áthaladáskor polarizált fényre érzékeny. Mivel fő táplálékforrásai a páncélos ostorosok, ez különösen hasznos a zsákmány helyének meghatározására.
Az ocelloid retinatestén kifejeződő rodopszinkódoló gén egy 2015-ös tanulmány szerint a baktériumokéhoz hasonlít, így feltehetően az egy bakteriális endoszimbiontából származik.

## Fordítás
Ez a szócikk részben vagy egészben  a   Warnowiaceae című angol Wikipédia-szócikk ezen változatának fordításán alapul.  Az eredeti cikk szerkesztőit annak laptörténete sorolja fel. Ez a jelzés csupán a megfogalmazás eredetét és a szerzői jogokat jelzi, nem szolgál a cikkben szereplő információk forrásmegjelöléseként.